# Волоконно-оптический кабель

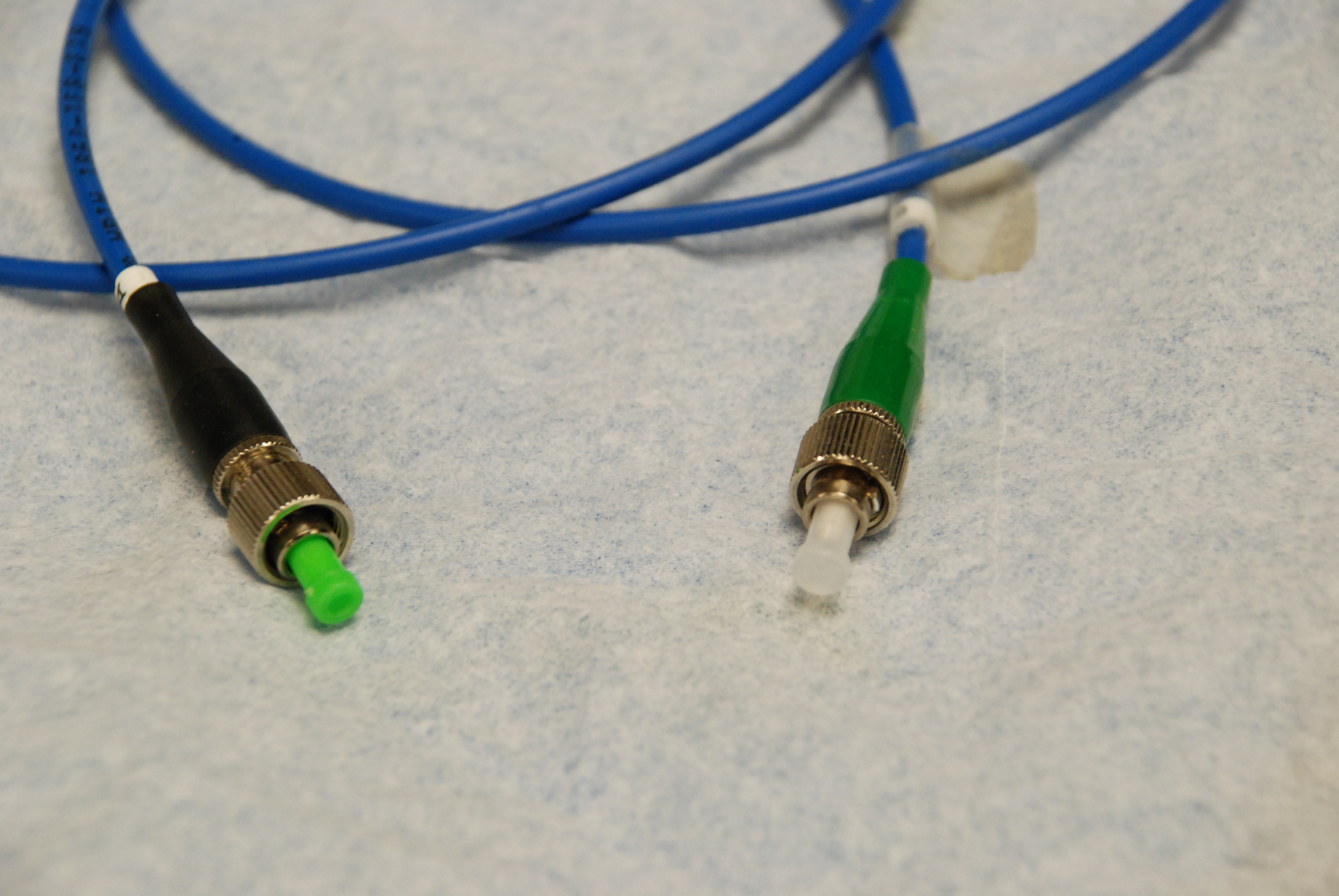

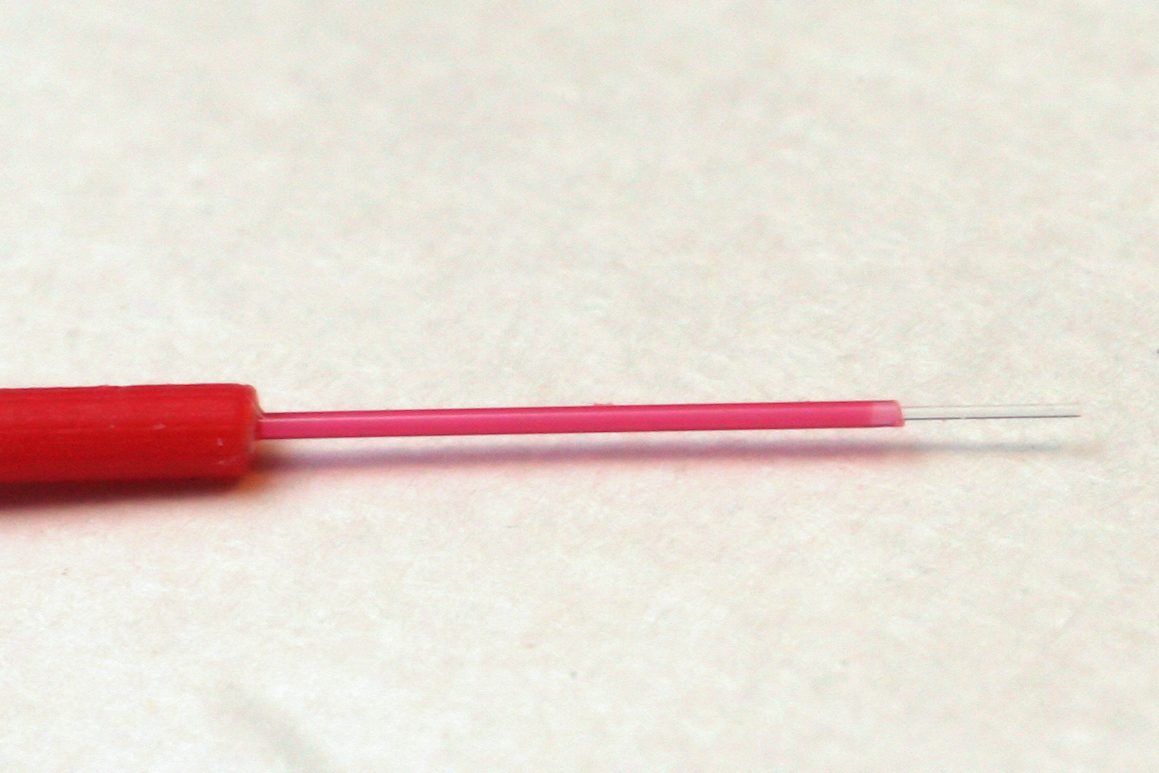

Волоко́нно-опти́ческий ка́бель (также о́птико-волоко́нный или оптоволоко́нный кабель) — кабель на основе волоконных световодов (оптоволокна), предназначенный для передачи сигналов в волоконно-оптических линиях связи посредством электромагнитных волн видимого (свет) или инфракрасного диапазонов. Скорость передачи оптического сигнала при этом меньше скорости света из-за нелинейности распространения волн (мод) в световоде.

## Конструкция

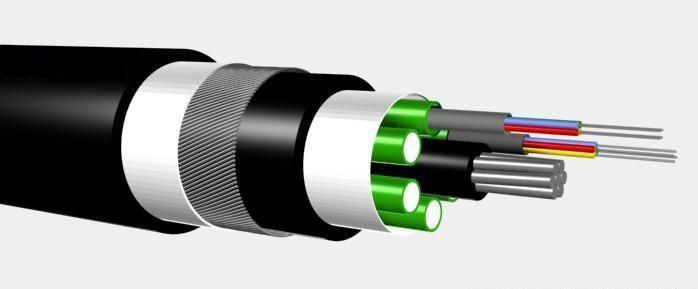
Волоконно-оптический кабель

Конструкция кабеля определяется его назначением и местом прокладки: от самой простой (оболочка, пластиковые трубки с волокнами) до многослойной (например, подводный коммуникационный кабель), содержащей упрочняющие и защитные элементы.
Волоконно-оптический кабель состоит из следующих элементов:
- несущий трос, пруток из стеклопластика или металла, покрытого полиэтиленовой оболочкой. Служит для центрирования трубок — модулей и придания жёсткости кабелю, зажимается под винт для закрепления кабеля в муфте/кроссе;
- двухслойные стеклянные или пластиковые волокна, возможно, покрытые одним или двумя слоями лака. Слой лака предохраняет волокна от повреждений и служит для цветовой маркировки волокон (прозрачный или цветной);
- пластиковые трубки, содержащие нити — световоды и заполненные гидрофобным гелем. Количество трубок варьируется от 1 и более, количество волокон в трубке — от 4 до 12, общее число волокон в кабеле — от 4 до 288 (часто 32, 48, 64)[источник не указан 2333 дня]. Для сохранения габаритных размеров кабеля при малом числе волокон вместо трубок могут вкладываться чёрные заглушки;
- оплетающая трубки плёнка, стянутая нитками и смоченная гидрофобным гелем. Обладает демпфирующими свойствами и предназначена для снижения трения внутри кабеля, дополнительной защиты от влаги, удержания гидрофобной жидкости в пространстве между модулями и др.;
- слой из тонкой внутренней оболочки из полиэтилена, предназначенной для дополнительной защиты от влаги (может отсутствовать);
- слой из кевларовых нитей или брони. Броня — прямоугольный пруток или круглые проволочки, выполненные из стали (российский кабель), гвоздевого железа (импортный кабель) или стеклопластика (такого же, как у центрального силового элемента). Кевлар отличается малым весом и имеет допустимое растягивающее усилие 6—9 кН. Назначение кевлара — выполнение функции тросика в местах, где недопустимо возникновение наводок, например, вдоль железнодорожных путей (контактный провод, напряжение до 27,5 кВ); восприятие ветровой нагрузки. Назначение брони — защита кабеля, уложенного в грунт без защиты в виде пластиковой трубы, кабельной канализации или др.;
- слой, представляющий собой полиэтиленовую плёнку и некоторое количество гидрофобного геля (может отсутствовать). Предназначен для дополнительной защиты от влаги;
- слой, представляющий собой толстую и мягкую оболочку из полиэтилена. Предназначен для защиты внутренних слоёв от воздействия окружающей среды.

Информация о расцветке волокон в кабеле, их типе и расположении в трубках не стандартизована и указывается каждым производителем в паспорте кабеля.

## Классификация
Оптико-волоконные кабели различают:
- по материалу волокна:
  - GOF-кабель (англ. glass optic fiber cable);
  - POF-кабель (англ. plastic optic fiber cable);
- по месту монтажа:
  - для наружного монтажа (в грунт, на воздухе, под водой);
  - для внутреннего монтажа (внутри дата-центров);
- по условиям прокладки:
  - для подвеса (кабель с кевларом или тросиком);
    - для подвеса на опорах ЛЭП (кабель с защитой от молний);

  - для укладки в грунт (кабель с бронёй из железных проволочек);
  - для прокладки в кабельной канализации (кабель с бронёй из гофрированного металла);
  - для прокладки под водой (многослойный кабель).

## Достоинства и недостатки
Достоинства:
- высокая скорость передачи информации (от 100 мбит/с до 100 Гбит/с в зависимости от приемопередающих устройств, на расстояние в десятки километров, без усилителей/повторителей);
- малые потери;
- высокая помехозащищённость (невосприимчивость к различного рода помехам);
- малые габаритные размеры и масса;
- возможность доводить расстояния между передающим и приёмным устройствами до тысяч километров используя усилители.

Затухание сигнала в кабеле длиной 1 км при различных длинах волн:
| Длина волны, мкм | Затухание, дБ/км |
| ---------------- | ---------------- |
| 0,85             | 2—3              |
| 1,3              | 0,5—1            |
| 1,55             | 0,3—0,5          |

Недостатки:
- уменьшение полосы пропускания при воздействии ионизирующих излучений вследствие увеличения поглощения оптического излучения световедущей жилой;
- трудоёмкость сварки и ослабление сигнала в месте сварного шва;
- риск поражения сетчатки глаза световым излучением.